# Aguasabon River
Der Aguasabon River [ˌɑːɡwəˈsɑːbɨn] ist ein Fluss im Thunder Bay District in der kanadischen Provinz Ontario. 

## Flusslauf
Der Fluss hat seinen Ursprung im Chorus Lake und mündet in den Oberen See nahe der Gemeinde Terrace Bay. Der Aguasabon River ist 70 km lang. Er überwindet die 30 m hohen Aquasabon Falls. Der Fluss folgt Bruchstellen im 2,6 Mrd. alten Grundgestein. Es gibt Aufschlüsse im Gestein aus Granodiorit.

## Wasserkraftwerk Aguasabon
Aguasabon Station besteht aus einem Staudamm und einem angeschlossenen Wasserkraftwerk, welches von Ontario Power Generation betrieben wird. 
Die beiden Turbinen haben eine Gesamtleistung von 51 MW. 
Der Strom wird u. a. an das Kimberly-Clark-Werk in Terrace Bay geliefert, welches Holzpappe und Papier produziert. 
Im Jahre 1945 wurden von der Hydro-Electric Power Commission of Ontario geologische Voruntersuchungen für ein geplantes Wasserkraftwerk im Terrace Bay-Gebiet durchgeführt. 
Dessen Bau begann schließlich 1946 und das Kraftwerk wurde 1948 in Betrieb genommen. 
5 Millionen Arbeitsstunden sowie ein Verkehrsnetz von Zugangsstraßen, die Errichtung von 25 Gebäuden, Wohnunterkünften, Krankenstation, Bürogebäuden und weiterer Infrastruktur waren damit verbunden.
Der Stausee vergrößerte den Hays Lake um sein Fünfhundertfaches, erforderte die Verlegung des Ontario Highway 17 sowie den Bau einer neuen Brücke. 
Als Teil des Projekts, leitete die Hydro-Electric Power Commission of Ontario den Oberlauf des Kenogami River um in südliche Richtung zum Long Lake und somit in das Flusssystem des Aguasabon River und des Oberen Sees. Ursprünglich flossen diese Wasser nach Norden über den Albany River zur Hudson Bay.